# 373

373(삼백칠십삼)은 372보다 크고 374보다 작은 자연수다.

## 수학
- 74번째 소수(素數)다. 앞의 소수는 367, 다음 소수는 379다.
  - 13번째 회문 소수다. 앞의 회문 소수는 353, 다음은 383이다.
- 피타고라스 삼조의 빗변의 길이이다. ({\displaystyle 252^{2}+275^{2}=373^{2}})[a]
- {\displaystyle 373=67+71+73+79+83}
  - 연속하는 소수(素數) 5개의 합으로 나타낼 수 있으며, 이 성질을 지닌 앞의 수는 351, 다음 수는 395다.
- {\displaystyle 373=7^{2}+18^{2}}
- {\displaystyle 88^{3}-1}은 373으로 나누어떨어진다.

## 과학
- NGC 373(영어판): 물고기자리 방향에 있는 타원은하.

## 교통

### 철도
- 영국 철도 373: 유로스타 인터내셔널의 고속열차.

### 도로
- 고속도로 및 국도
  - 유럽 고속도로 373호선: 폴란드 루블린에서 우크라이나 키이우까지 이어지는 유럽 고속도로.
  - 일본 373번 국도(일본어판): 효고현 아코시에서 돗토리현 돗토리시까지 이어지는 일본의 국도.
- 기타 도로
  - 현도 제373호선

## 군사
- U-373(영어판, 독일어판): 제2차 세계 대전에 사용된 나치 독일의 군용 잠수함.

## 문화유산
- 대한민국의 보물 제373호: 의령 보천사지 삼층석탑
- 대한민국의 사적 제373호: 부여 정암리 와요지

## 기타
- 연도: 373년, 기원전 373년